# Paecilaema triangulatum
Paecilaema triangulatum is een hooiwagen uit de familie Cosmetidae.